# Epalpellus corpulentus
Epalpellus corpulentus là một loài ruồi trong họ Tachinidae.